# Erich Buschenhagen

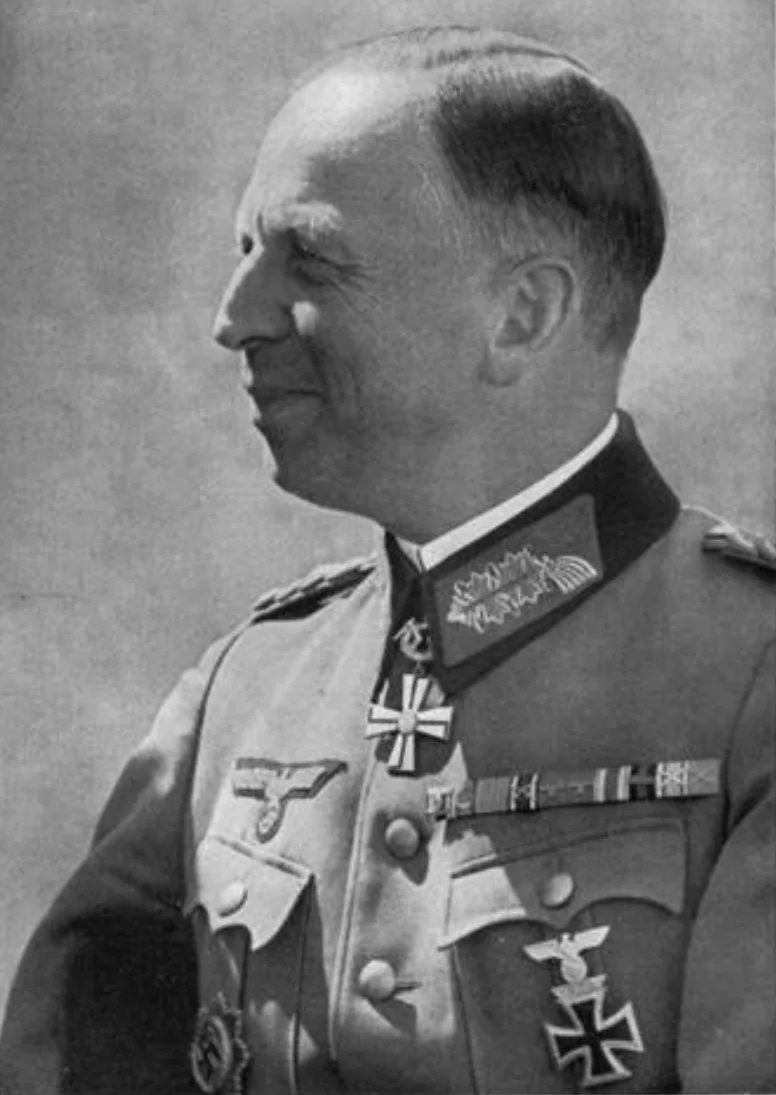
Erich Buschenhagen (1946)

Erich Buschenhagen (* 8. Dezember 1895 in Straßburg; † 13. September 1994 in Kronberg im Taunus) war ein deutscher General der Infanterie im Zweiten Weltkrieg.

## Leben
Buschenhagen war der Sohn eines Beamten. Er trat am 9. März 1914 als Fahnenjunker in das Telegraphen-Bataillon Nr. 3 der Preußischen Armee ein. Nach Ausbruch des Ersten Weltkriegs war Buschenhagen als Telegraphenoffizier bei der Fernsprech-Abteilung des VIII. Reserve-Korps tätig, wurde am 26. Oktober 1914 zum Fähnrich ernannt und wenige Tage später als Führer des Fernsprechzuges der 16. Reserve-Division eingesetzt. Im weiteren Kriegsverlauf folgten weitere Verwendungen bei verschiedenen Funkeinheiten sowie Ende Januar 1915 die Beförderung zum Leutnant und Mitte Oktober 1918 zum Oberleutnant. Als solcher wurde Buschenhagen am 30. Oktober 1918 zum Stab des Chefs des Nachrichtenwesens versetzt, wo er den Waffenstillstand von Compiègne erlebte. Für seine Leistungen während des Krieges hatte Buschenhagen beide Klassen des Eisernen Kreuzes sowie das Österreichische Militärverdienstkreuz III. Klasse mit Kriegsdekoration erhalten.
Nach Kriegsende wurde Buschenhagen am 20. November 1918 zum Leiter der Chiffrier-Abteilung an der Dolmetscher-Schule in Berlin ernannt, bevor er am 10. März 1919 als Führer der Auswertungs-Abteilung der Obersten Heeresleitung tätig war. Zum 1. Oktober 1919 wurde er mit der Übernahme in die Vorläufige Reichswehr zur Nachrichtenschule versetzt und gleichzeitig zur Dienstleistung als Leiter der Chiffrierstelle der Heeresabteilung (T 1) in das Reichswehrministerium kommandiert. Innerhalb des Ministeriums kam Buschenhagen am 30. September 1920 in die Heeres-Statistische-Abteilung (T 3), in der er bis zum 10. Oktober 1925 verwendet wurde. Anschließend folgten kurzzeitige Kommandierungen zur 3. (Preußische) Nachrichten-Abteilung sowie zur Artillerieschule Jüterbog. Als Hauptmann war Buschenhagen vom 1. Februar 1926 bis 30. September 1928 Chef der 2. Kompanie des 2. (Preußische) Nachrichten-Abteilung in Stettin und wurde anschließend wieder in das Reichswehrministerium nach Berlin versetzt. Hier hatte er Verwendungen als Referent in der Heeres-Organisationsabteilung (T 2) sowie in der Heeres-Ausbildungs-Abteilung (T 4). Am 1. Dezember 1932 wurde Buschenhagen zum Stab der 1. Division versetzt, dort am 1. April 1933 zum Major befördert und ab 1. Juni 1934 für zwei Monate in die Heeres-Ausbildung-Abteilung kommandiert. Anschließend wurde er wieder als Referent in das Reichskriegsministerium versetzt. Am 1. Oktober 1935 erfolgte die Beförderung zum Oberstleutnant. Zwei weitere kurze Verwendungen, u. a. als Kommandeur der Nachrichtentruppen III, folgten. Mit dem 1. März 1938 übernahm Buschenhagen als Kommandeur die Führung des pommerschen Infanterieregiments 5 und wurde zugleich zum Oberst befördert. Der 1. Juli 1939 brachte ihm die kurze Versetzung in die Führerreserve, um dann am 10. August 1939 bei der Neuaufstellung des XXI. Armeekorps in Ostpreußen die Dienststellung des Chefs des Generalstabes anzutreten und mit diesem Großverband in den Krieg einzutreten.
Am 1. März 1940 wurde Buschenhagen durch Umbenennung des Armeekorps in „Gruppe XXI“ als Chef des Stabes bei General der Infanterie Falkenhorst mit der Ausarbeitung der Angriffspläne auf Norwegen für die Heeresseite betraut. Die trotz aller Schwierigkeiten letztlich erfolgreiche Unternehmung, die am 9. April 1940 begann und zur Besetzung ganz Norwegens führte, brachte per 19. Dezember 1940 die Erweiterung der Gruppe XXI zum Armeeoberkommando und Wehrmachtbefehlshaber Norwegen, dessen Generalstabschef Buschenhagen wurde. In der ersten Hälfte des Jahres 1941 war Buschenhagen maßgeblich beteiligt bei der den Krieg gegen die UdSSR vorbereitenden geheimen Besprechungen mit der Finnischen Armee. Er ließ am 4. Juni 1941 zur Führung der Angriffe auf Murmansk und Karelien unter dem AOK eine sog. „Befehlsstelle Lappland“ bilden, die in Rovaniemi Quartier bezog, während das AOK Norwegen in Oslo verblieb. Buschenhagen und Falkenhorst waren bis Jahresende 1941 häufig in der finnischen Befehlsstelle tätig, dort erhielt Buschenhagen am 1. August 1941 auch seine Beförderung zum Generalmajor. Mit dem 15. Mai 1942 wurde er durch Generalmajor Rudolf Bamler abgelöst und übernahm am 18. Juni 1942 das Kommando über die 15. Infanterie-Division, die damals in Frankreich zur Wiederauffrischung lag.
Im Februar 1943 verlegte Buschenhagens Division zur Heeresgruppe Süd, unter deren Kommando sie ein volles Jahr verblieb und wo sie die schweren Rückzugskämpfe durch die Ukraine miterlebte. Ihr Kommandeur wurde mit Wirkung zum 1. Mai 1943 zum Generalleutnant befördert und für die Leistungen seiner Division am 5. Dezember 1943 mit dem Ritterkreuz des Eisernen Kreuzes ausgezeichnet. Kurz zuvor, am 20. November 1943, wurde Buschenhagen mit der Führung des LII. Armeekorps beauftragt und am 1. Januar 1944 zum Kommandierender General und zum General der Infanterie ernannt. Er führte im Mai und noch Anfang Juni 1944 als „Gruppe Buschenhagen“ deutsche Entlastungsangriffe an der Dnjestr-Front, die jedoch wenig erfolgreich, dafür sehr verlustreich verliefen. Dennoch erhielt der General dafür am 4. Juli 1944 das 521. Eichenlaub zum Ritterkreuz verleihen. Die sowjetische Großoffensive auf Rumänien ab 20. August 1944 führte sehr rasch zum Zusammenbruch der Fronten und zur Einkesselung und Vernichtung von 16 deutschen Divisionen der 6. Armee. Buschenhagen geriet am 4. September 1944 mit seinem Korpsstab in sowjetische Kriegsgefangenschaft, aus der er erst am 10. Oktober 1955 entlassen wurde.
Er gehörte zu den fünfzig deutschen Generalen, die am 8. Dezember 1944 den Aufruf »An Volk und Wehrmacht« unterschrieben, in dem die deutsche Bevölkerung und Armee zur Trennung von der NS-Führung sowie zur Beendigung des Krieges aufgefordert wurden.
Beim Nürnberger Prozess gegen die Hauptkriegsverbrecher sagte Buschenhagen als Zeuge zu den Kriegsvorbereitungen mit Finnland und zum verbrecherischen Kommissarbefehl am 12. Februar 1946 vor dem Gericht aus.